# Ambaguio
Ambaguio is een gemeente in de Filipijnse provincie Nueva Vizcaya op het eiland Luzon. Bij de laatste census in 2007 had de gemeente ruim 11 duizend inwoners.

## Geografie

### Bestuurlijke indeling
Ambaguio is onderverdeeld in de volgende 8 barangays:
| - Ammueg - Camandag - Labang - Napo - Poblacion - Salingsingan - Tiblac - Dulli |

## Demografie
Ambaguio had bij de census van 2007 een inwoneraantal van 11.499 mensen. Dit zijn 1.749 mensen (17,9%) meer dan bij de vorige census van 2000. De gemiddelde jaarlijkse groei komt daarmee uit op 2,30%, hetgeen hoger is dan het landelijk jaarlijks gemiddelde over deze periode (2,04%). Vergeleken met de census van 1995 is het aantal mensen met 2.014 (21,2%) toegenomen.

De bevolkingsdichtheid van Ambaguio was ten tijde van de laatste census, met 11.499 inwoners op 156,26 km², 73,6 mensen per km².